# Nokia Asha 500
Nokia Asha 500 è uno smartphone di fascia bassa della serie Asha di Nokia, annunciato il 22 ottobre 2013 da Nokia ad Abu Dhabi. Il dispositivo è basato sulla piattaforma software Nokia Asha basata sulla tecnologia sviluppata originariamente dalla serie 40 e Smarterphone.
Nokia Asha 500 Dual SIM è la variante dual-SIM del modello. Le specifiche si differenziano per la durata e il peso della batteria ricaricabile.
Asha 500 è una delle nuove generazioni di telefoni Asha prodotti per il segmento di mercato a basso costo e mercati emergenti, ed è la più economica della serie Asha 50 x, con un prezzo suggerito di US $ 69 prima delle tasse e dei sussidi.
Il dispositivo non supporta il 3G per i dati mobili e si basa invece su EDGE / EGPRS. Per attività generali su Internet, il dispositivo si connette tramite Wi-Fi 802.11 b / g / n.

## Software
L'applicazione Nokia Nearby offre funzionalità di navigazione e localizzazione, che esaminano la tecnologia di posizionamento della rete cellulare e Wi-Fi. Le app social integrate includono Facebook, Twitter, Sina Weibo, Line e WeChat. Asha 500 è il primo dei telefoni della serie Asha 50 x per i quali viene ufficialmente menzionata l'inclusione di WhatsApp.